# 日本橋堀留町
日本橋堀留町（日语：／ Nihonbashi-horidomechō */?）是東京都中央區的地名，屬舊日本橋區。

## 歷史
在吸收舊日本橋小舟町部分地區後形成現在的町域。

### 地名由來
意為水路運河的末端。

## 地域
公園
- 堀留兒童公園

機關
- 日本橋稅務署

所轄之警察署、消防署
- 中央警察署（所在地：日本橋兜町）
- 日本橋消防署（所在地：日本橋兜町）

企業
- 東京工業品取引所
- 日本繊維新聞社 本社

## 交通
巴士
- 都營巴士秋26 堀留町（秋葉原站前方向）

## 備註
1. ↑  町丁目別世帯数男女別人口　中央区ホームページ  平成25年8月1日現在 的存檔，存档日期2013-03-12.

## 外部連結
- 日本橋小舟町地區 町名的由來 - 中央區官方網站内
- 堀留町［人形町、濱町地區］- 中央區觀光協會
- 堀留町 - 古今・江戶日本橋 日本橋”町”物語